# Volta a la Comunitat Valenciana 2001
La Volta a la Comunitat Valenciana 2001, cinquantanovesima edizione della corsa, si svolse dal 27 febbraio al 3 marzo su un percorso di 669 km ripartiti in 5 tappe, con partenza a Sagunto e arrivo a Valencia. Fu vinta dallo svizzero Fabian Jeker della Milaneza-MSS davanti all'olandese Michael Boogerd e al kazako Aleksandr Vinokurov.

## Tappe
| Tappa  | Data        | Percorso                                | km    | Vincitore di tappa | Leader cl. generale |
| ------ | ----------- | --------------------------------------- | ----- | ------------------ | ------------------- |
| 1ª     | 27 febbraio | Sagunto > Sagunto                       | 169,5 | Michael Boogerd    | Michael Boogerd     |
| 2ª     | 28 febbraio | Sagunto > Dénia                         | 179,5 | Erik Zabel         | Michael Boogerd     |
| 3ª     | 1º marzo    | Dénia > Benidorm                        | 149,5 | David Etxebarria   | Michael Boogerd     |
| 4ª     | 2 marzo     | Benidorm > Vallada                      | 147,2 | Michael Boogerd    | Michael Boogerd     |
| 5ª     | 3 marzo     | Valencia > Valencia (cron. individuale) | 23,5  | Viatcheslav Ekimov | Fabian Jeker        |
| Totale | Totale      | Totale                                  | 669   |                    |                     |

## Dettagli delle tappe

### 1ª tappa
- 27 febbraio: Sagunto > Sagunto – 169,5 km

| Pos. | Corridore        | Squadra      | Tempo    |
| ---- | ---------------- | ------------ | -------- |
| 1    | Michael Boogerd  | Rabobank     | 4h09'32" |
| 2    | Fabian Jeker     | Milaneza-MSS | s.t.     |
| 3    | Leonardo Piepoli | iBanesto.com | s.t.     |

| Pos. | Corridore       | Squadra  | Tempo    |
| ---- | --------------- | -------- | -------- |
| 1    | Michael Boogerd | Rabobank | 4h09'32" |

### 2ª tappa
- 28 febbraio: Sagunto > Dénia – 179,5 km

| Pos. | Corridore       | Squadra   | Tempo    |
| ---- | --------------- | --------- | -------- |
| 1    | Erik Zabel      | Telekom   | 4h01'33" |
| 2    | Biagio Conte    | Saeco     | s.t.     |
| 3    | George Hincapie | US Postal | s.t.     |

| Pos. | Corridore       | Squadra  | Tempo    |
| ---- | --------------- | -------- | -------- |
| 1    | Michael Boogerd | Rabobank | 8h11'05" |

### 3ª tappa
- 1º marzo: Dénia > Benidorm – 149,5 km

| Pos. | Corridore              | Squadra   | Tempo    |
| ---- | ---------------------- | --------- | -------- |
| 1    | David Etxebarria       | Euskaltel | 3h43'59" |
| 2    | Aitor Gonzalez Jimenez | Kelme     | s.t.     |
| 3    | Erik Dekker            | Rabobank  | s.t.     |

| Pos. | Corridore       | Squadra  | Tempo     |
| ---- | --------------- | -------- | --------- |
| 1    | Michael Boogerd | Rabobank | 11h55'04" |

### 4ª tappa
- 2 marzo: Benidorm > Vallada – 147,2 km

| Pos. | Corridore           | Squadra      | Tempo    |
| ---- | ------------------- | ------------ | -------- |
| 1    | Michael Boogerd     | Rabobank     | 3h57'46" |
| 2    | Fabian Jeker        | Milaneza-MSS | s.t.     |
| 3    | Aleksandr Vinokurov | Telekom      | s.t.     |

| Pos. | Corridore       | Squadra  | Tempo     |
| ---- | --------------- | -------- | --------- |
| 1    | Michael Boogerd | Rabobank | 15h52'50" |

### 5ª tappa
- 3 marzo: Valencia > Valencia (cron. individuale) – 23,5 km

| Pos. | Corridore              | Squadra     | Tempo  |
| ---- | ---------------------- | ----------- | ------ |
| 1    | Viatcheslav Ekimov     | US Postal   | 28'42" |
| 2    | Jörg Jaksche           | ONCE-Eroski | a 1"   |
| 3    | Aitor Gonzalez Jimenez | Kelme       | a 2"   |

| Pos. | Corridore           | Squadra      | Tempo     |
| ---- | ------------------- | ------------ | --------- |
| 1    | Fabian Jeker        | Milaneza-MSS | 16h22'48" |
| 2    | Michael Boogerd     | Rabobank     | a 13"     |
| 3    | Aleksandr Vinokurov | Telekom      | a 32"     |

## Classifiche finali

### Classifica generale
| Pos. | Corridore            | Squadra                   | Tempo     |
| ---- | -------------------- | ------------------------- | --------- |
| 1    | Fabian Jeker         | Milaneza-MSS              | 16h22'48" |
| 2    | Michael Boogerd      | Rabobank                  | a 13"     |
| 3    | Aleksandr Vinokurov  | Team Deutsche Telekom-ARD | a 32"     |
| 4    | Erik Dekker          | Rabobank                  | a 37"     |
| 5    | Christian Vandevelde | US Postal Service         | a 50"     |
| 6    | Viatcheslav Ekimov   | US Postal Service         | a 51"     |
| 7    | José Azevedo         | ONCE-Eroski               | a 1'01"   |
| 8    | Francisco Mancebo    | iBanesto.com              | a 1'15"   |
| 9    | Leonardo Piepoli     | iBanesto.com              | a 1'19"   |
| 10   | Melchor Mauri        | Milaneza-MSS              | a 1'27"   |